# Åke Seyffarth
Karl Åke Seyffarth (Stoccolma, 15 gennaio 1919 – Mora, 1º gennaio 1998) è stato un pattinatore di velocità su ghiaccio e ciclista su strada svedese.

## Palmarès

### Olimpiadi invernali
- Oro a Sankt Moritz 1948 nei 10000 metri.
- Argento a Sankt Moritz 1948 nei 1500 metri.

### Mondiali - Completi
- Bronzo a Oslo 1947.

### Europei - Completi
- Oro a Stoccolma 1947.